# Roberto Innocenti

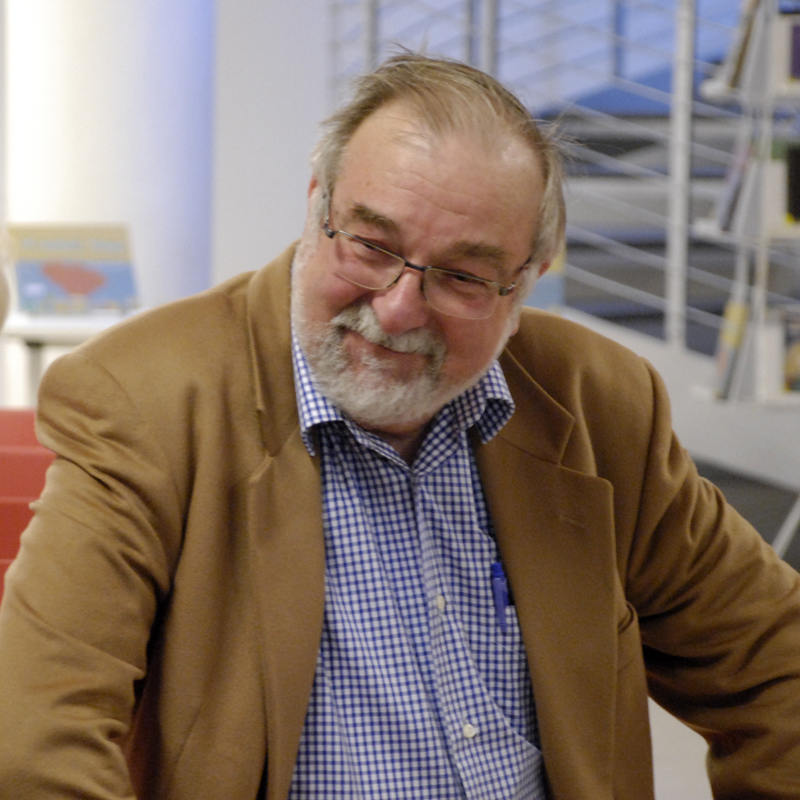
Roberto Innocenti

Roberto Innocenti (* 16. Februar 1940 bei Florenz) ist ein italienischer Illustrator und Autor.

## Leben
Innocenti ist Autodidakt. Mit 18 Jahren ging er nach Rom und arbeitete in einem Zeichentrickstudio. Innocenti illustrierte unter anderem eine Ausgabe von Nußknacker und Mausekönig von E. T. A. Hoffmann, Pinocchio von Carlo Collodi und Das Medaillon von Andrea Camilleri und Moshe Kahn.
Bekannt geworden ist er vor allem mit seinem Bilderbuch Rosa Weiss (1986), welches als erstes Bilderbuch zum Thema Holocaust gezählt wird. Durch dieses Werk wurde nicht nur eine ganze Welle an Bilderbüchern zum Holocaust hervorgerufen, sondern auch eine rege Debatte sowohl für als auch gegen die Behandlung der Shoah mit Kindern.
Innocenti illustrierte nach Rosa Weiss ein weiteres Bilderbuch zu diesem Themenbereich. Erikas Geschichte erschien in Deutschland 2002. Die Texte stammen von  Ruth Vander Zee. Der Einfluss seines zweiten Holocaust-Bilderbuchs ist bei weitem nicht mit dem des ersten Werkes zu vergleichen.

## Auszeichnungen
- Bologna Ragazzi Award 1986 als lobende Erwähnung für Rosa Weiss
- Gustav-Heinemann-Friedenspreis für Kinder- und Jugendbücher 1987 für Rosa Weiss (Text von Mirjam Pressler)
- Eule des Monats 09/2002 für Das Hotel zur Sehnsucht
- Premio Andersen 2001 für Cenerentola
- LUCHS 197 Juli 2003 für Erikas Geschichte (Text von Ruth Vander Zee)
- Illustrationspreis für Kinder- und Jugendbücher 2006 für Pinocchio (Text von Carlo Collodi)
- Hans Christian Andersen-Preis 2008, gemeinsam mit Jürg Schubiger

## Veröffentlichung
- Text von J. Patrick Lewis: Ein Haus erzählt, übersetzt von Mirjam Pressler, Verlag Sauerländer, Mannheim 2011, ISBN 978-3-7941-5248-3